# 田富達
田富達（1929年7月—2023年1月19日），本名尤明·巴都（泰雅語：Yumi Badu），日本名平田達夫，别名田福达，男，泰雅族人，生於今日的台灣新竹縣，台灣民主自治同盟名誉副主席，1949年參加中國人民政治協商會議第一屆全体会议，並參加中華人民共和國開國大典。

## 生平
尤明·巴都出生於台灣新竹關西泰雅族部落馬武督，父母早逝，因贫困辍学。1945年第二次世界大戰結束後，中華民國政府接管台灣，尤明·巴都取漢名為田富達。16岁的田富達因失業加入國民革命軍，一度当逃兵，又遭騙回軍中。1946年12月26日，隨国民党整编第70师第140旅於基隆登船，被遣派到中國大陸，投入第二次国共内战，参加首場戰役巨金鱼战役，1947年1月7至9日在鱼台西北地区，晋冀鲁豫野战军主力部队（第3、第6纵队及第7纵队1个旅）围点打援，歼灭增援金乡县城的援军整编第88师第62旅和整编第70师第140旅大部，整编第70师师部和整编第140旅被全歼，中将师长陈颐鼎、少将副师长罗哲东等被俘。田富達於1947年1月9日在山東魚台随部队被晋冀鲁豫野战军俘虏，随后被編入晋冀鲁豫野战军第三縱隊第七旅。此后，他随部队在山东、安徽、河南等地参加了8次战斗。1947年6月在晋冀鲁豫野战军渡过黄河南下挺進大別山作战前夕，刘伯承、邓小平作出指示，安排所部的台湾籍战士调出野战部队进入晋冀鲁豫军政大学（1948年3月更名为华北军政大学）学习。
1947年，台灣發生二二八事件，晋冀鲁豫军政大学積極招收台灣籍学员，設立「台灣隊」，田富達前往河北省南宮縣進入该大學学习。在该大学，田富达和其他130多名台湾籍战友（其中高山族十余人）被大学编为「台灣隊」，获得优待。除了日常生活用品之外，台湾队的学员冬季比其他学员多一床毛毯。由于台湾队的学员大多数仅能讲闽南话、客家话，不懂官话，该大学便专门请来能讲闽南话、客家话的教师为他们授课。1948年10月，田富达加入中国共产党。
1949年，田富達毕业于华北军政大学。1949年8月，加入台湾民主自治同盟。中国人民政治协商会议第一届全体会议筹备会给了台湾民主自治同盟5个正式代表名额、1个候补代表名额，由中共中央华东局、台盟总部负责人共同推选代表。中共中央华东局提议将其中1个正式代表名额给高山族人士，最终在华北军政大学的台湾队里推举。当时，台湾队里包括田富達在内一共有16名高山族学员，到会参加推选的14人，最后推选了田富達。
1949年9月8日，田富達离开石家庄到北平准备参加此次大会。当时因其官话很差，华北军政大学领导特地委托该大学政治部组织部的罗范群部长（广东梅县客家人）与其同行。罗范群是中国人民政治协商会议第一届全体会议华南人民解放军单位的正式代表，过去常到台湾队授课。大会开幕前，田富達随中国人民政治协商会议第一届全体会议台盟首席代表谢雪红看望了正在北京医院住院的中国人民政治协商会议第一届全体会议筹备会秘书长李维汉，这是田富達首次见到李维汉。在大会前后，田富達还隨謝雪紅面見了毛澤東、周恩來。
1949年9月21日，中国人民政治协商会议第一届全体会议在北京召开，田富达作为唯一一位高山族代表出席了此次大会，并参加了此次大会的宣言起草委员会。会议期间，各单位的首席代表均在大会作发言。根据大会秘书处的意见，田富達作为台盟单位中的高山族代表，也在大会上发言，介绍高山族的历史及受到日本台湾当局、国民党当局压迫的情况。大会闭幕时，华北军政大学的台湾队向中央人民政府主席毛泽东献旗。1949年10月1日，作为中国人民政治协商会议第一届全体会议中的台湾民主自治同盟代表，田富达登上天安门，参加了中华人民共和国开国大典。
此后，田富达于1949年11月出任中央人民政府民族事务委员会委员。1954年至1976年，专职担任全国人大民族委员会委员。1956年春节，中华人民共和国国务院总理周恩来提出要给在中国大陆的高山族人士创造“学习机会”，田富达随即从全国选调了60多人，集中到武汉的中南民族学院政治系的“台湾高山族研究班”进行培训。1957年9月，中南民族学院政治系的“台湾高山族研究班”正式设立。当时该研究班共挑选了52名学员，都是20多岁的年轻人。1976年，田富达调入台盟工作，此后仍然当选为第五至八届的全国人大民族委员会委员。
田富達历任第一至八届全国人大代表、第一至八届全国人大民族委员会委员，全国政协第一届全体会议代表，政协第二、三、四、五、九届全国委员会委员，台盟第一届总部理事会理事，台盟第二、三届总部理事会副主席，台盟第二届中央评议委员会副主席，台盟第七届中央委员会名誉副主席，中华全国台湾同胞联谊会副会长，中国和平统一促进会理事，中华爱国工程联合会理事，中华民族团结进步协会副会长。2004年1月离休。离休后仍然担任两岸台胞民间交流促进会第一届理事会顾问，台盟北京市委文史资料委员会顾问。